# El Bercial
El Bercial es un barrio de Getafe (Comunidad de Madrid, España). Aunque está situado dentro del término municipal de Getafe, está unido a un polígono industrial de Leganés y alejado 2 km del centro de Getafe. 

## Historia
Es un barrio de nueva construcción, con más de 5000 viviendas. Comenzó a construirse en la década de 1950. Cuenta con un Corte Inglés desde septiembre del 2006.

### Transporte

#### Metro
El barrio dispone de una estación del Metro de Madrid en la línea 12 (Metrosur), que lleva el nombre del barrio (Estación de El Bercial)

#### Autobús
Dispone de dos líneas interurbanas diurnas y otra nocturna.
| Diurnos   |                                                    |
| Línea     | Recorrido                                          |
| 446       | Madrid (Plaza Elíptica) - Getafe (El Bercial)      |
| 488       | Leganés (San Nicasio) - Getafe Norte               |
| Nocturnos |                                                    |
| N801      | Madrid (Atocha) - Getafe (Buenavista - Sector III) |

Asimismo, tiene parada en el barrio el llamado Circular de Getafe.
| Diurnos |                    |
| Línea   | Recorrido          |
| 3       | Circular de Getafe |

### Equipamientos
El centro de salud está situado en la Avenida del Parque junto a la iglesia y a la escuela Seseña y Benavente, que comprende primaria e infantil. Enfrente de la Iglesia, se encuentra un campo de fútbol de tierra, (que cumple aparte otras funciones, como recinto ferial) y a su derecha hay un campo de césped artificial. A la derecha de la escuela infantil se encuentra el polideportivo de Rafael Vargas (cubierto) y junto a él, el término municipal de Leganés. A la izquierda de la iglesia se encuentra un parque (el primero construido) "La Chopera" donde se encuentran zonas para pequeños y mayores.
Las calles principales siguiendo el orden son: Avenida Buenos Aires, Avenida del Parque, Calle Bélgica, Calle Austria y Calle Lanz Ibérica. El centro cívico "El Bercial" se encuentra en la avenida Buenos Aires justamente en la intersección con la Avenida del Parque y la Calle Lanz Ibérica.
Cuenta con varios equipos de fútbol, entre ellos el Atlético Club de Socios, el AC El Bercial y el Nuevo Bercial.
- Datos: Q5821001
- Multimedia: El Bercial, Getafe / Q5821001